# Robert J. Hite, II
Robert J. Hite, II (Cincinnati, Ohio; 12 de enero de 1984) es un exjugador de baloncesto estadounidense que disputó una temporada en la NBA, mientras el resto de su carrera transcurrió entre Eurpoa y la NBA D-League. Mide 1,88 metros y jugaba en la posición de escolta.

## Trayectoria deportiva

### Universidad
Jugó durante cuatro temporadas con los Hurricanes de la Universidad de Miami en Florida, en los cuales promedió 14,2 puntos y 4,6 rebotes. Acabó con un porcentaje del 84,9% en tiros libres, siendo el segundo de toda la historia de su universidad, así como con un 38,4% en tiros de 3, el tercero mejor de todos los tiempos.

### Profesional
No entró en el Draft de la NBA de 2006, pero consiguió su primer contrato profesional con Miami Heat, donde apenas disputó una docena de partidos. El 1 de febrero de 2007, tras celebrar el 25 cumpleaños de su compañero Dwyane Wade, fue pillado conduciendo bajo los efectos del alcohol. A pesar de ello los Heat no lo sancionaron en su momento, aunque poco después fue despedido para dejar hueco a Eddie Jones, que regresaba al equipo. Posteriormente quedó libre de cargos porque se demostró que el aparato medidor de alcohol estaba defectuoso y que sus niveles de alcohol eran muy bajos y entraban dentro de los límites legales. Acabó la temporada en los Sioux Falls Skyforce de la NBA Development League.
En agosto de 2007 firmó como agente libre por New Jersey Nets, equipo que lo traspasó al Galatasaray de Turquía.
En noviembre de 2008 firma con un contrato temporal de un mes por el TAU Cerámica Baskonia para sustituir al lesionado Pete Mickeal.